# François Viète
François Viète   (Fontenay-le-Comte, 1540 - París, 23 de febrer de 1603) va ser un matemàtic francès, potser el més rellevant del segle xvi i conegut, a vegades, com el "pare de l'àlgebra moderna".

## Vida

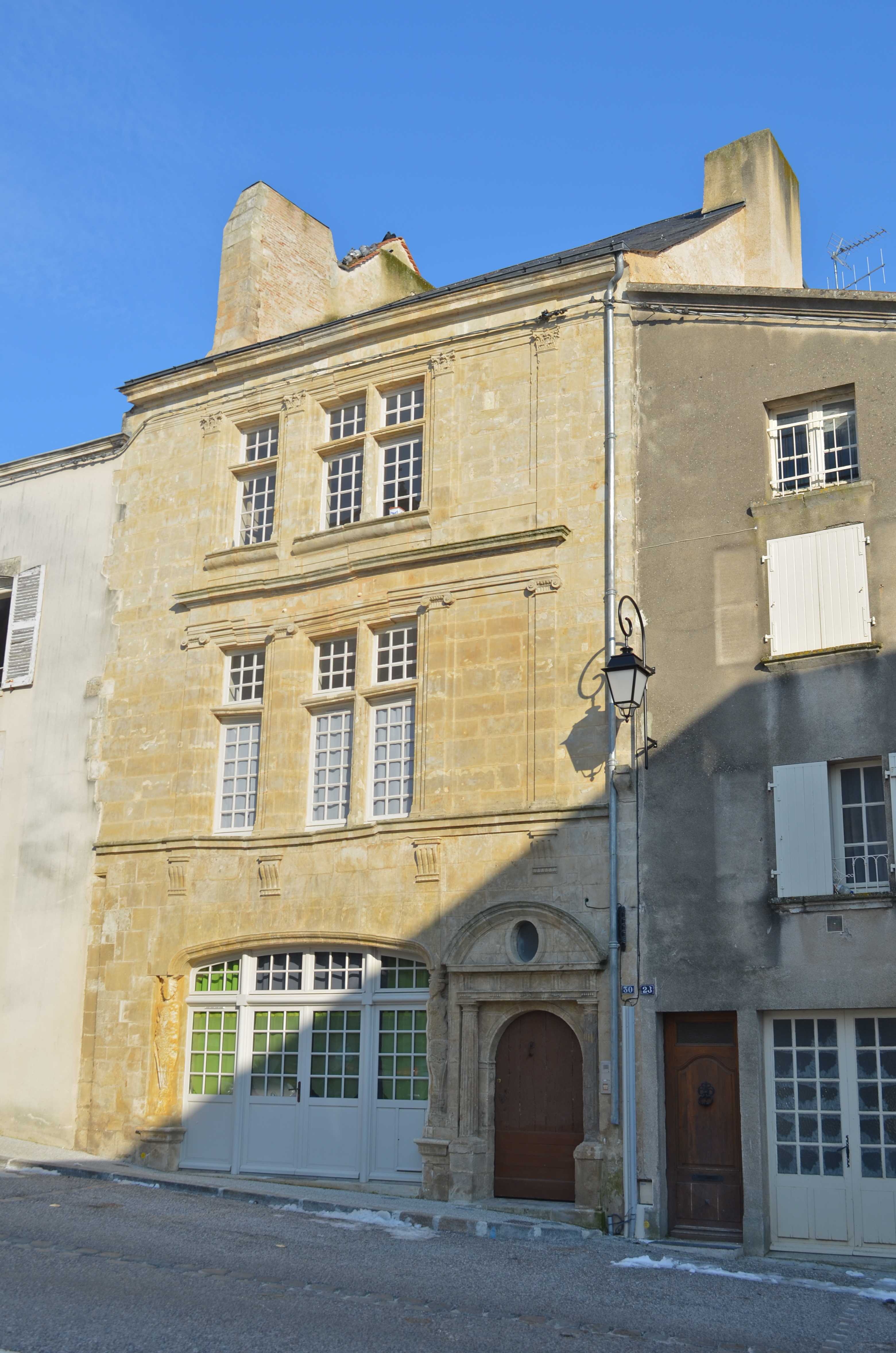
Casa natal de Viète a Fontenay-le-Comte.

François Viète va néixer a Fontenay-le-Comte l'any 1540, però se'n desconeix la data exacta; fill de l'advocat Étienne Viète, va seguir estudis jurídics a la universitat de Poitiers on es va graduar en lleis l'any 1560 en què va iniciar la seva carrera com advocat. No obstant, només va exercir el dret durant quatre anys, ja que aviat va esdevenir tutor dels fills d'un noble de La Rochelle, Jean de Parthenay, càrrec que li va permetre dedicar-se a l'estudi de la ciència i les matemàtiques. De la seva breu carrera com advocat, li van quedar contactes amb personatges importants que va tenir com a clients com Maria Stuart, reina dels escocesos, i Enric de Navarra qui, amb el temps, esdevindria rei de França.
Durant els anys que va servir a la casa de Parthenay, va escriure diferents treballs de matemàtiques i d'astronomia que van ser compilats i editats el 1637 amb el títol de Principes de cosmographie, tirés d'un manuscrit de Viette, et traduits en français, així com l'arbre genealògic dels Parthenay i una biografia de Jean V de Parthenay.
Viète era hugonot i va patir els problemes de les guerres de religió al seu país. Tot i això, entre 1570 i 1602 va ocupar diferents càrrecs governamentals, com a conseller del parlament, maître de requêtes (una mena de magistrat d'alta volada) o conseller privat dels reis Carles IX, Enric III i Enric IV.
El 1589, els militars francesos van interceptar un missatge xifrat destinat a Felip II, rei d'Espanya. Després de cinc mesos treballant amb el missatge, Viète en va trobar la clau, molt complexa per a l'època, i va ser acusat per Felip II de bruixeria. Per això també se'l considera com el pare de criptologia.
El 14 de desembre de 1602, Enric IV el relleva de tots els seus càrrecs. Viète moria dos mesos després.

## Obra
Viète no va tenir mai cap càrrec directament vinculat amb les matemàtiques i tots els seus treballs es poden considerar com a obres d'un aficionat. Els dos períodes en què es va dedicar intensivament al treball matemàtic van ser entre 1564 i 1567 quan era tutor a la casa dels Parthenay i entre 1584 i 1589, quan la seva condició d'hugonot el va mantenir apartat del servei civil.
De la seva primera etapa es poden destacar dos llibres importants:
- Ad harmonicon coeleste, un tractat d'astronomia[10] en cinc volums en el que compara els sistemes astronòmics de Ptolemeu i de Copèrnic i en el que acaba concloent que el de Ptolemeu és superior, perquè el de Copèrnic no és geomètricament correcte. El llibre no va ser mai publicat.[4]

- Canon Mathematicus, seu ad triangula cum appendicibus, del que va publicar els primers dos volums el 1579 i que contenen, bàsicament, unes molt completes taules trigonomètriques.[11]

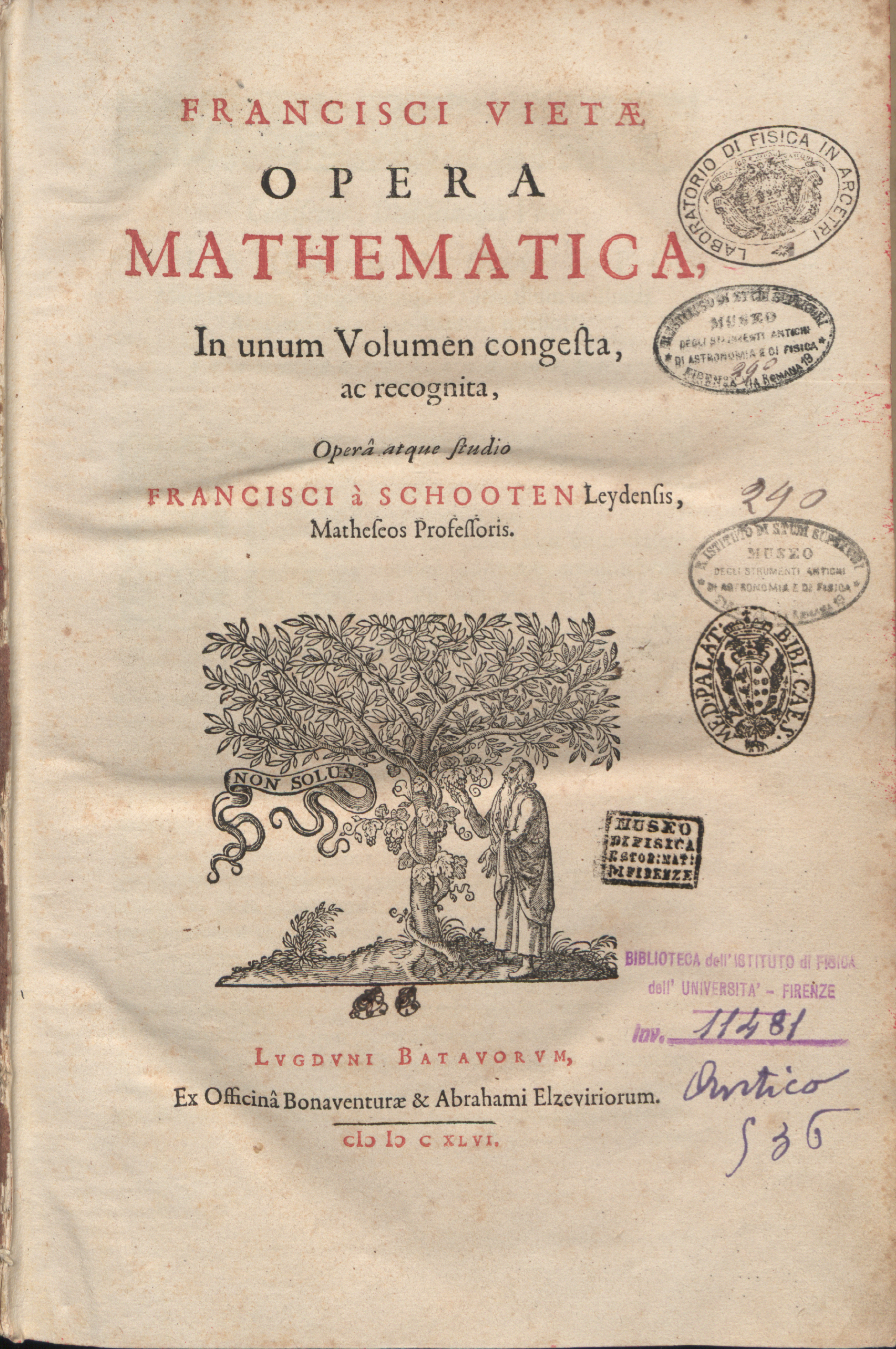
Opera, 1646

Però les obres més influents són les del segon període:
- Deschiffrement d'une lettre escripte par le Commandeur Moreo au roy d'Espagne son maître (Tours, 1590) en la que explica els seus procediments per desxifrar el codi de l'exèrcit espanyol (vegeu més amunt).[12]

- In artem analyticem isagoge, publicat el 1591, és el primer gran tractat d'àlgebra europeu, en el que s'utilitzen sistemàticament per primera vegada lletres per substituir quantitats: les consonants per a denotar les constants i les vocals per a denotar les incògnites.[13] No presenta la seva àlgebra com un fenomen totalment nou, sinó com un intent de reconstruir l'antic art de l'anàlisi que els matemàtics clàssics van mantenir amagat.[14] Les seves fonts bàsiques són el llibre vuitè de la Col·lecció Matemàtica de Pappos i l'Aritmètica de Diofant, com ell mateix s'encarrega d'assenyalar al primer capítol.

- Zeteticorum libri quinque, publicat el 1593, una col·lecció de problemes aritmètics en els que no falten les solucions de les equacions de segon i tercer grau.

- Francisci Vietae Supplementum geometriae, ex opere restitutae mathematicae analyseos seu algebra nova

- Variorum de rebus mathematicis responsorum , 1593, és també una altra col·lecció de problemes en el que es fixa en els problemes clàssics de la matemàtica grega: la duplicació del cub i la trisecció de l'angle. En aquest llibre apareix la coneguda fórmula de Viète per al Nombre π:

:{\displaystyle \pi =2\times {\frac {2}{\sqrt {2}}}\times {\frac {2}{\sqrt {2+{\sqrt {2}}}}}\times {\frac {2}{\sqrt {2+{\sqrt {2+{\sqrt {2}}}}}}}\times {\frac {2}{\sqrt {2+{\sqrt {2+{\sqrt {2+{\sqrt {2}}}}}}}}}\times \cdots }
amb la que va aconseguir calcular exactament els deu primers decimals del nombre {\displaystyle \pi }.
- Munimen adversus cyclometrica nova (1594) i Pseudomesolabium (1595) són les seves observacions crítiques a la Cyclometrica de Joseph Scaliger.

- Apollonius Gallus, publicada el 1600 (no per ell, sinó probablement per Marino Ghetaldi), on dona la solució del problema de trobar el centre d'un cercle determinat mitjançant la intersecció de dues hipèrboles.

Viète també va tenir un paper en la determinació del calendari gregorià, tot i que després es va embolicar en una polèmica estèril i injusta amb Clavius, contra qui va publicar els opuscles Libellorum supplicum in regia magistri relatio kalendarii vere Gregoriani ad eccelesiasticos doctores exhibita pontifici maximo Clementi VIII (1600) i Francisci Vietae adversus Christophorum Clavium expostulatio (1602).
De forma pòstuma, es van publicar:
- Francisci vietae fontenaensis de aequationum recognitione et emendatione tractatus duo (1615)
- Ad angularium sectionum analyticem theoremata (1615)

El 1646, el matemàtic neerlandès Frans van Schooten va publicar a Leiden un volum amb les seves obres més notables, sota el títol de Opera Mathematica.